# Xã Gorman, Quận Otter Tail, Minnesota
Xã Gorman (tiếng Anh: Gorman Township) là một xã thuộc quận Otter Tail, tiểu bang Minnesota, Hoa Kỳ. Năm 2010, dân số của xã này là 465 người.